# Reuteria marqueti
Reuteria marqueti är en insektsart som beskrevs av Puron 1875. Reuteria marqueti ingår i släktet Reuteria och familjen ängsskinnbaggar. Inga underarter finns listade i Catalogue of Life.